# Sergej Anatoljevič Starostin
Sergej Anatoľevič Starostin (Moskva, 24. ožujka 1953. – Moskva, 30. rujna 2005.) ruski jezikoslovac.

## Životopis
Bavio se altajskim, sjevernokavkaskim (sa Sergejem Nikolajevom u 1980-ih izveo konačan dokaz srodnosti abhasko-adigejskih i nahsko-dagestanskih jezika), sinotibetskim (također dao novu rekonstrukciju starokineskoga), indoeuropskim, jenisejskim, nostratičkima i drugim jezicima, kao i novim pristupom glotokronologiji. Osnovao je nove načine proučavanja dubokoga jezičnoga srodstva (na primjer sinokavkaska jezična natporodica). Utemeljio je veliki etimološki portal sa značajnim mogućnostima pretraživanja upisanih podataka iz mnogih jezičnih porodica i natporodica, s rekonstrukcijama. 